# Yugoimport SDPR
Yugoimport SDPR (Югоимпорт СДПР) — сербская государственная оборонная компания. Представляет правительство и военно-промышленный комплекс Сербии в сфере импорта и экспорта военной техники и связанных с ними услуг. Она является крупнейшей компанией в местной оборонной промышленности.
Компания была основана в 1949 году на территории тогдашней Югославии для нужд оборонной промышленности Югославии. Сегодня компания представляет сербское правительство и военно-промышленный комплекс в сфере импорта и экспорта военной техники и сопутствующих услуг. Компания работает вместе с сербской армией, Белградским военно-техническим институтом и многими частными компаниями в Сербии и во всем мире в разработке нового оружия и систем. Компания также предоставляет услуги по проектированию оружия, консалтингу, строительству и инжинирингу. В 2012 году Югоимпорт открыл новый завод «Комплексная боевая система» в Велика-Плане по производству боевых машин.
Югоимпорт построил множество военных и гражданских объектов во многих странах мира, включая аэропорты, госпитали, командные пункты и т. д. Вплоть до 1990-х годов включительно Югоимпорт построил множество гражданских и военных объектов для Ирака при режиме Саддама Хусейна.

## Продукты
- M2001
- Лазарь
- Нора Б-52
- Огань
- Оркан
- Пламя
- Пламя-С
- Соко 105-мм
- Сора 122-мм
- BOV-M10
- BOV-M11
- ALAS (ракета)
- SOKO SP RR
- Лазарь 2